# Kup maršala Tita 1987./88.
Kup maršala Tita 1987./88., također poznat kao Kup Jugoslavije u nogometu 1987./88., bila je četrdeseta sezona Kupa Jugoslavije u nogometu nakon Drugog svjetskog rata.

U natjecanju je sudjelovalo 5888 timova: iz republičkih kupova plasirao se 14 momčadi koje su se pridružile 18 prvoligaškim klubovima u nacionalnom kupu kojim upravlja FSJ. Započeo je 13. kolovoza 1987., a završio 11. svibnja 1988.
Trofej je osvojio banjalučki Borac koji je u finalu svladao izrazito favoriziranu Crvenu zvezdu (koja je osvojila prvenstvo). Bio je to prvi (i jedini) put u povijesti da je drugoligaš uspio osvojiti trofej. Osvojeni kup, međutim, nije oslobodio Borac od natjecanja u kvalifikacijama za sljedeće izdanje. Borac se nije uspio kvalificrati za to izdanje.
Zahvaljujući uspjehu, Borac je ostvario plasman u Kup pobjednika kupova 1988./89.

## Podvig FK Borac
Borac je prethodno bio finalist 1974. kada je izgubio 1:0 od splitskog Hajduka.
Borčev pohod na kup u sezoni 1987./88. započeo je godinu i pet dana ranije, 6. svibnja 1987. pobjedom u Bosanskoj Dubici protiv domaćeg FK Radnika rezultatom 9:0. Naknadno su pali Kozara, Elektrobosna Jajce, Rudar Ljubija, Jedinstvo Bihać, Leotar, Osijek, Spartak Subotica, Vojvodina, Priština i na kraju  Crvena zvezda.
Borac je kao osmoplasirani drugoligaš u finalu igranom 11. svibnja 1988. na stadionu JNA u Beogradu slavio 1:0 protiv izrazito favoriziranog protivnika Crvene zvezde koja je bila prvak Jugoslavije.
Bio je to neviđen i nikada ponovljen podvig (1991. došlo je do raspada Jugoslavije): drugoligaš koji je osvojio Kup Jugoslavije.
Odlučujući trenutak utakmice dogodio se u 60. minuti kada je branič Stojan Malbašić, koji je bio na terenu unatoč nedavnoj ozljedi, oduzeo loptu Dragiši Biniću i lansirao se po desnom krilu; nakon driblinga Amira Durgutovića ubacio je na dalju stativu prevarivši golmana Stevana Stojanovića i braniča Miodraga Krivokapića; lopta je stigla do Senada Lupića koji ju je glavom poslao u gol crveno-bijelih.
Došla je žestoka ofenziva Crvene zvezde koja je dovela do skandalozne (za Borac) odluke suca Blaže Zubera iz Bačke Topole da dosudi vrlo dvojben kazneni udarac u korist Beograđana: u prostoru su, rame uz rame, bili Milorad Bilbija a Goran Milojević, potonji, uvidjevši nemogućnost kontrole lopte, pustio je sam sebe da padne. Zuber je odmah pokazao na jedanaesterac i, unatoč negodovanju crveno-plavih, nije promijenio odluku, a loptu mu je u ruke uzeo Dragan Stojković. Podrugljiv udarac pokušao je Stojković: polovični udarac prema sredini gola, ali vratar Slobodan Karalić nije se pomaknuo i lopta mu je došla u ruke. Posljednji Zvezdini napadi nisu urodili plodom.
Srebrni pehar uručen je kapetanu Damiru Špici, a potom je prošao među reprezentativce: Slobodan Karalić, Stojan Malbašić, Mario Mataja, Milorad Bilbija, Zvonko Lipovac, Amir Durgutović, Božur Matejić, Suad Beširević, Nenad Popović, Senad Lupić, Mile Šijaković i Vlado Lemić. Na kraju je stigla i do trenera Husnije Fazlića i njegovog pomoćnika Nenada Gavrilovića.
Sljedećeg dana, 12. svibnja 1988., tisuće ljudi dočekalo je ekipu koja je stigla iz Beograda na Trgu Krajine ispred trgovačkog centra Boska.
| Put do finala         | Put do finala       | Put do finala      | Put do finala | Put do finala      | Put do finala  |
| Kolo                  | Datum               | Domaći sastav      |               | Gostujući sastav   | Rezultat       |
| --------------------- | ------------------- | ------------------ | ------------- | ------------------ | -------------- |
| 1. kolo               | 6. svibnja 1987.    | Radnik B. Dubica   | –             | Borac Banja Luka   | 0:9            |
| 2. kolo               | 20. svibnja 1987.   | Kozara B. Gradiška | –             | Borac Banja Luka   | 0:2            |
| 3. kolo               | 27. svibnja 1987.   | Borac Banja Luka   | –             | Elektrobosna Jajce | 2:1            |
| 4. kolo               | 4. lipnja 1987.     | Borac Banja Luka   | –             | Rudar Ljubija      | 2:1            |
| 5. kolo               | 17. lipnja 1987.    | Jedinstvo Bihać    | –             | Borac Banja Luka   | 0:0 (2:3 pen.) |
| 6. kolo               | 26. lipnja 1987.    | Borac Banja Luka   | –             | Leotar Trebinje    | 4:1            |
| Šesnaestina završnice | 12. kolovoza 1987.  | Borac Banja Luka   | –             | Osijek             | 1:1 (3:2 pen.) |
| Osmina završnice      | 19. kolovoza 1987.  | Spartak Subotica   | –             | Borac Banja Luka   | 1:1            |
| Osmina završnice      | 9. rujna 1987.      | Borac Banja Luka   | –             | Spartak Subotica   | 1:1 (5:4 pen.) |
| Četvrtzavršnica       | 18. studenoga 1987. | Vojvodina          | –             | Borac Banja Luka   | 3:0            |
| Četvrtzavršnica       | 9. prosinca 1987.   | Borac Banja Luka   | –             | Vojvodina          | 6:1            |
| Poluzavršnica         | 16. ožujka 1988.    | Priština           | –             | Borac Banja Luka   | 1:1            |
| Poluzavršnica         | 13. travnja 1988.   | Borac Banja Luka   | –             | Priština           | 0:0 (4:1 pen.) |
| Završnica             | 11. svibnja 1988.   | Crvena zvezda      | –             | Borac Banja Luka   | 0:1            |

## Sudionici
Na natjecanju je sudjelovalo ukupno 5888 ekipa iz svih republika i pokrajina: 1947 iz Srbije, 1465 iz Hrvatske, 1095 iz Bosne i Hercegovine, 523 iz Makedonije, 475 iz Vojvodine, 242 iz Slovenije, 83 iz Kosova i 58 iz Crne Gore.
18 sudionika Prve savezne lige 1986./87. kvalificiralo se direktno. Ostalih 14 ekipa (u žutom) plasirale su se kroz republičke kupove.
| rang    | Slovenija            | Hrvatska                                         | Bosna i Hercegovina                                                    | Srbija                                  | Srbija                                               | Srbija              | Crna Gora                     | Makedonija           |
| rang    | Slovenija            | Hrvatska                                         | Bosna i Hercegovina                                                    | Vojvodina                               | Središnja Srbija                                     | Kosovo              | Crna Gora                     | Makedonija           |
| ------- | -------------------- | ------------------------------------------------ | ---------------------------------------------------------------------- | --------------------------------------- | ---------------------------------------------------- | ------------------- | ----------------------------- | -------------------- |
| 1. rang |                      | - Dinamo Zagreb - Hajduk Split - Osijek - Rijeka | - Čelik Zenica - Sarajevo - Sloboda Tuzla - Velež Mostar - Željezničar | - Vojvodina                             | - Crvena zvezda - Partizan - Radnički Niš            | - Priština          | - Budućnost - Sutjeska Nikšić | - Vardar Skoplje     |
| 2. rang | - Olimpija Ljubljana | - Dinamo Vinkovci - Mladost Petrinja             | - Borac Banja Luka - Iskra Bugojno                                     | - Proleter Zrenjanin - Spartak Subotica | - Borac Čačak - Radnički Kragujevac - Radnički Pirot | - Vlaznimi Đakovica |                               |                      |
| 3. rang |                      | - Belišće - Lučki Radnik Rijeka                  |                                                                        |                                         |                                                      |                     | - Jedinstvo Bijelo Polje      | - Rabotnički Skoplje |

## Šesnaestina završnice
| Domaći sastav                 |   | Gostujući sastav        | Rezultat 13. kolovoza 1987. |
| ----------------------------- | - | ----------------------- | --------------------------- |
| Lučki Radnik (Rijeka)         | – | Hajduk (Split)          | 0:2                         |
| Rabotnički (Skoplje)          | – | Budućnost (Titograd)    | 1:2                         |
| Radnički (Kragujevac)         | – | FK Priština (Priština)  | 0:0 (0:3 pen.)              |
| NK Belišće (Belišće)          | – | Crvena zvezda (Beograd) | 1:1 (3:5 pen.)              |
| Jedinstvo (Bijelo Polje)      | – | Željezničar (Sarajevo)  | 0:1                         |
| Vojvodina (Novi Sad)          | – | Sloboda (Tuzla)         | 3:2                         |
| Borac (Čačak)                 | – | NK Rijeka (Rijeka)      | 1:0                         |
| Mladost (Petrinja)            | – | Sutjeska (Nikšić)       | 1:0                         |
| Vlaznimi (Đakovica)           | – | Vardar (Skoplje)        | 0:2                         |
| Spartak (Subotica)            | – | Dinamo (Zagreb)         | 1:1 (3:2 pen.)              |
| Dinamo (Vinkovci)             | – | FK Sarajevo (Sarajevo)  | 2:3                         |
| Borac (Banja Luka)            | – | NK Osijek (Osijek)      | 1:1 (3:2 pen.)              |
| Velež (Mostar)                | – | Radnički (Pirot)        | 3:0                         |
| Integral Olimpija (Ljubljana) | – | Čelik (Zenica)          | 0:0 (1:4 pen.)              |
| Radnički (Niš)                | – | Proleter (Zrenjanin)    | 2:1                         |
| Iskra (Bugojno)               | – | Partizan (Beograd)      | 0:0 (4:3 pen.)              |

## Osmina završnice
| Prva momčad             | Ukupno         | Druga momčad           | 1. utakmica 19. kolovoza 1987. | 2. utakmica 9. rujna 1987. |
| ----------------------- | -------------- | ---------------------- | ------------------------------ | -------------------------- |
| Spartak (Subotica)      | 2:2 (4:5 pen.) | Borac (Banja Luka)     | 1:1                            | 1:1                        |
| Crvena zvezda (Beograd) | 2:2 (4:2 pen.) | Budućnost (Titograd)   | 2:0                            | 0:2                        |
| FK Sarajevo (Sarajevo)  | 4:3            | Hajduk (Split)         | 2:2                            | 2:1                        |
| Velež (Mostar)          | 10:3           | Borac (Čačak)          | 7:1                            | 3:2                        |
| Željezničar (Sarajevo)  | 3:6            | Vardar (Skoplje)       | 3:0                            | 0:6                        |
| Čelik (Zenica)          | 3:4            | Radnički (Niš)         | 2:1                            | 1:3                        |
| Vojvodina (Novi Sad)    | 2:2 (3:1 pen.) | Mladost (Petrinja)     | 2:0                            | 0:2                        |
| Iskra (Bugojno)         | 2:4            | FK Priština (Priština) | 1:1                            | 1:3                        |

## Četvrtzavršnica
| Prva momčad          | Ukupno | Druga momčad            | 1. utakmica 18. studenog 1987. | 2. utakmica 9. prosinca 1987. |
| -------------------- | ------ | ----------------------- | ------------------------------ | ----------------------------- |
| Vojvodina (Novi Sad) | 4:6    | Borac (Banja Luka)      | 3:0                            | 1:6                           |
| Radnički (Niš)       | 0:6    | Crvena zvezda (Beograd) | 0:0                            | 0:6                           |
| Vardar (Skoplje)     | 3:0    | FK Sarajevo (Sarajevo)  | 2:0                            | 1:0                           |
| Velež (Mostar)       | 1:2    | FK Priština (Priština)  | 1:2                            | 0:0                           |

## Poluzavršnica
| Prva momčad             | Ukupno         | Druga momčad       | 1. utakmica 16. ožujka 1988. | 2. utakmica 13. travnja 1988. |
| ----------------------- | -------------- | ------------------ | ---------------------------- | ----------------------------- |
| Crvena zvezda (Beograd) | 2:1            | Vardar (Skoplje)   | 1:0                          | 1:1                           |
| FK Priština (Priština)  | 1:1 (1:4 pen.) | Borac (Banja Luka) | 1:1                          | 0:0                           |

## Završnica

### Susret
| 11. svibnja 1988. |             |               |                                                                                |
| Borac Banja Luka  | 1:0         | Crvena zvezda | Stadion JNA, Beograd Broj gledatelja: 25.000 Sudac: Blažo Zuber (Bačka Topola) |
| Lupić 60'         | (izvještaj) |               | Stadion JNA, Beograd Broj gledatelja: 25.000 Sudac: Blažo Zuber (Bačka Topola) |

| Borac | Crvena zvezda |

|                |    |                  |     |
|                |    |                  |     |
| G              | 1  | Slobodan Karalić |     |
| B              | 2  | Stojan Malbašić  |     |
| B              | 3  | Mario Mataja     |     |
| B              | 4  | Milorad Bilbija  |     |
| B              | 5  | Zvonko Lipovac   |     |
| V              | 6  | Damir Špica      |     |
| N              | 7  | Amir Durgutović  | 74' |
| V              | 8  | Božur Matejić    |     |
| N              | 9  | Suad Beširević   |     |
| V              | 10 | Nenad Popović    |     |
| N              | 11 | Senad Lupić      | 88' |
| Izmjene:       |    |                  |     |
| B              | 12 | Velimir Stojnić  |     |
| V              | 13 | Mile Šijaković   | 74' |
| N              | 15 | Vlado Lemić      | 88' |
| Trener:        |    |                  |     |
| Husnija Fazlić |    |                  |     |

|                 |    |                    |     |
|                 |    |                    |     |
| G               | 1  | Stevan Stojanović  |     |
| V               | 2  | Goran Milojević    |     |
| B               | 3  | Slobodan Marović   |     |
| B               | 4  | Goran Jurić        |     |
| B               | 5  | Slavko Radovanović |     |
| B               | 6  | Miodrag Krivokapić |     |
| N               | 7  | Dragiša Binić      |     |
| V               | 8  | Robert Prosinečki  |     |
| N               | 9  | Borislav Cvetković |     |
| N               | 10 | Dragan Stojković   |     |
| V               | 11 | Žarko Đurović      | 71' |
| Izmjene:        |    |                    |     |
| V               | 15 | Dejan Joksimović   | 71' |
| Trener:         |    |                    |     |
| Velibor Vasović |    |                    |     |

## Poveznice
- Prva savezna liga 1987./88.
- Druga savezna liga 1987./88.
- 3. ligaški rang 1987./88.

## Vanjske poveznice
- RSSSF
- Jugoslavija - Detalji finala Kupa 1947.-2001
- exyufudbal.in.rs
- lavkup.com
- bihsoccer.com